# Associazione Calcio Bra 2013-2014
Questa voce raccoglie le informazioni riguardanti l'Associazione Calcio Bra nelle competizioni ufficiali della stagione 2013-2014.

## Stagione
Per questa stagione inizialmente i braidesi disputano le loro partite casalinghe allo stadio Fratelli Paschiero di Cuneo, dato che l'impianto di casa è in adeguamento per ospitare le partite di Seconda divisione, a gennaio la squadra fa ritorno all'Attilio Bravi. Bra esce subito dalla Coppa Italia Lega Pro, e viene inserito nel girone A assieme ad Alessandria e Cuneo. In campionato, la società trova la prima vittoria solo all'ottava giornata con la Torres. A fine torneo retrocede all'ultimo posto con soli 12 punti.

## Organigramma societario
Area direttiva
- Presidente: Giacomo Germanetti
- Segretario generale: Fabrizio Pontremoli

Area tecnica
- Allenatore: Maurizio Calamita
- Preparatore atletico: Pasquale De Risi
- Preparatore dei portieri: Riccardo Iaci
- Massaggiatori: Marco Bergese

## Rosa
| N. |                   | Ruolo | Calciatore         |
| -- | ----------------- | ----- | ------------------ |
|    | Italia (bandiera) | P     | Andrea Montrucchio |
|    | Italia (bandiera) | P     | Cristian Cicioni   |
|    | Italia (bandiera) | P     | Daniele Gaia       |
|    | Italia (bandiera) | D     | Gianluca Rubin     |
|    | Italia (bandiera) | D     | Andrea Botturi     |
|    | Italia (bandiera) | D     | Luca Isoardi       |
|    | Italia (bandiera) | D     | Stefano Prizio     |
|    | Italia (bandiera) | D     | Marco Arcari       |
|    | Italia (bandiera) | D     | Alessandro Rossi   |
|    | Italia (bandiera) | D     | Matteo Berteina    |
|    | Italia (bandiera) | D     | Carlo Valeriano    |
|    | Italia (bandiera) | D     | Francesco Trabace  |

| N. |                    | Ruolo | Calciatore          |
| -- | ------------------ | ----- | ------------------- |
|    | Italia (bandiera)  | C     | Alessandro Barbaro  |
|    | Italia (bandiera)  | C     | Giovanni Campanaro  |
|    | Italia (bandiera)  | C     | Domenico Pingue     |
|    | Italia (bandiera)  | C     | Mauro Briano        |
|    | Italia (bandiera)  | C     | Giacomo Chiazzolino |
|    | Italia (bandiera)  | C     | Daniele Galfrè      |
|    | Italia (bandiera)  | C     | Manuele Sillano     |
|    | Italia (bandiera)  | A     | Daniele Tettamanti  |
|    | Italia (bandiera)  | A     | Marco Dalla Costa   |
|    | Italia (bandiera)  | A     | Giorgio Fumana      |
|    | Brasile (bandiera) | A     | Nicolas Ceolin      |
|    | Italia (bandiera)  | A     | Stefano Santoni     |

## Risultati

### Campionato

#### Girone di andata
| 1 settembre 2013 1ª giornata | Bra | 2 – 2 | Virtus Verona |  |

| 8 settembre 2013 2ª giornata | Rimini | 4 – 1 | Bra |  |

| 15 settembre 2013 3ª giornata | Bra | 0 – 3 | Delta Porto Tolle |  |

| 22 settembre 2013 4ª giornata | Bellaria Igea Marina | 2 – 0 | Bra |  |

| 29 settembre 2013 5ª giornata | Bra | 1 – 4 | Mantova |  |

| 6 ottobre 2013 6ª giornata | Monza | 3 – 1 | Bra |  |

| 13 ottobre 2013 7ª giornata | SPAL | 3 – 1 | Bra |  |

| 20 ottobre 2013 8ª giornata | Bra | 2 – 1 | Torres |  |

| 27 ottobre 2013 9ª giornata | Pergolettese | 2 – 0 | Bra |  |

| 3 novembre 2013 10ª giornata | Bra | 2 – 2 | Cuneo |  |

| 10 novembre 2013 11ª giornata | Bra | 0 – 2 | Bassano Virtus |  |

| 16 novembre 2013 12ª giornata | Renate | 2 – 0 | Bra |  |

| 24 novembre 2013 13ª giornata | Bra | 3 – 5 | Forlì |  |

| 1 dicembre 2013 14ª giornata | Santarcangelo | 3 – 0 | Bra |  |

| 8 dicembre 2013 15ª giornata | Bra | 0 – 2 | Real Vicenza |  |

| 15 dicembre 2013 16ª giornata | Alessandria | 5 – 0 | Bra |  |

| 22 dicembre 2013 17ª giornata | Bra | 1 – 2 | Castiglione |  |

#### Girone di ritorno
| 5 gennaio 2014 18ª giornata | Virtus Verona | 4 – 0 | Bra |  |

| 12 gennaio 2014 19ª giornata | Bra | 1 – 2 | Rimini |  |

| 19 gennaio 2014 20ª giornata | Delta Porto Tolle | 2 – 0 | Bra |  |

| 26 gennaio 2014 21ª giornata | Bra | 4 – 1 | Bellaria Igea Marina |  |

| 2 febbraio 2014 22ª giornata | Mantova | 4 – 1 | Bra |  |

| 9 febbraio 2014 23ª giornata | Bra | 0 – 3 | Monza |  |

| 16 febbraio 2014 24ª giornata | Bra | 0 – 3 | SPAL |  |

| 23 febbraio 2014 25ª giornata | Torres | 1 – 0 | Bra |  |

| 2 marzo 2014 26ª giornata | Bra | 2 – 2 | Pergolettese |  |

| 9 marzo 2014 27ª giornata | Cuneo | 1 – 0 | Bra |  |

| 16 marzo 2014 28ª giornata | Bassano Virtus | 5 – 1 | Bra |  |

| 23 marzo 2014 29ª giornata | Bra | 1 – 4 | Renate |  |

| 30 marzo 2014 30ª giornata | Forlì | 4 – 0 | Bra |  |

| 6 aprile 2014 31ª giornata | Bra | 0 – 2 | Santarcangelo |  |

| 13 aprile 2014 32ª giornata | Real Vicenza | 2 – 1 | Bra |  |

| 27 aprile 2014 33ª giornata | Bra | 0 – 6 | Alessandria |  |

| 4 maggio 2014 34ª giornata | Castiglione | 3 – 4 | Bra |  |